# Pithecellobium stevensonii
Pithecellobium stevensonii é uma espécie vegetal da família Fabaceae.
Pode ser encontrada nos seguintes países: Belize, Guatemala e Honduras.